# Carter Lake, Iowa
Carter Lake là một thành phố thuộc quận Pottawattamie, tiểu bang Iowa, Hoa Kỳ. Năm 2010, dân số của thành phố này là 3785 người.

## Dân số
Dân số qua các năm:
- Năm 2000: 3248 người.
- Năm 2010: 3785 người.